# Adelino Pereira da Silva
Adelino Pereira da Silva (Leiria, 6 de fevereiro de 1862 — Porto de Mós, 28 de abril de 1930), foi um médico e jornalista republicano português, filho de Francisco Pereira da Silva e de Ilda Ideltrudes Pereira.

## Vida académica
Nos anos letivos de 1881-82 e 1882-83 estudou Matemática, Química Inorgânica e Desenho na Universidade de Coimbra. Em 1886-87 surge na Academia Politécnica do Porto, a estudar Física e Botânica. Posteriormente, frequentou a Escola Médico-Cirúrgica do Porto, onde se licenciou em Medicina.
Em 1895, publicou a sua dissertação inaugural com o título A Inversão Sexual: Estudos Médico-Sociais, considerado o primeiro estudo científico publicado sobre homossexualidade em Portugal.

## Vida profissional
Foi médico em Porto de Mós e subdelegado de saúde do concelho. Foi fundador dos jornais republicanos locais O Portomozense e O Povo de Porto de Mós, publicando vários artigos sob o pseudónimo de "Sophonisbo". Foi também presidente da Liga dos Amigos do Castelo de Porto de Mós e Presidente da Comissão Municipal Republicana do concelho.